# Xahrizur
Xahrizur o Xahrazur (antic Sharazor o Sherazor o Sherizor) és un districte del Kurdistan Iraquià a l'oest de les muntanyes Awraman, regat pels afluents del Sirwan (i d'aquest al Diyala i al Tigris). El nom ha tingut al llarg de la història diverses aplicacions:
- Sota els assiris era el centre del país de Zamua i dels lullu, després un districte dels medes sota el seu imperi i sota els aquemènides.
- Sota els otomans el eyalat del mateix nom, capital Kirkuk
- Des de 1867 al sandjak del mateix nom, capital Kirkuk (un dels que formaven abans l'eyalat)
- Pels sectaris Ahl-i Hak (Yarsan) és la plana de Xahrazur on tindrà lloc el judici final.[1]

## Etimologia
El nom deriva de Shar o Xahr que vol dir "terra" o "regió" i zor amb diversos significats entre els quals els més probables: "poder, dificultat, generositat, plenitud", o en la forma arabitzada jor que vol dir alt. El geògraf musulmà del segle xii Yakut al-Hamawi diu que deriva del nom del fill de Zahhak, fundador de la "ciutat de Sharazor".

## Història
Teòfanes l'esmenta com una regió de forta població, circumstància que també remarca Abu Dulaf més tard. la ciutat principal era Mimazray (Nimrah) que vol "Mitat del camí" (entre Ctesifont i Shiz (moderna Takht-i Sulayman a l'Azerbaidjan Iranià) i que correspondria a la població després anomenada Gulanbar no gaire lluny de la moderna Sulaymaniyya. La tradició atribueix la seva fundació a Cobades I (488-536). La fortalesa de Shamiran encara protegeix un petit fort sassànida. Els nestorians hi tenien una església que depenia de Beth Garmay i es coneixen els seus bisbes del 554 al 605. Durant les persecucions sassànides hi va haver alguns màrtirs nestorians destacant el bisbe Xahdost Xahrazori i 128 seguidors.
L'emperador Heracli va passar per Xahrazur el febrer del 608 en la seva tercera campanya i va devastar la regió. Els àrabs hi van arribar aviat en entrar a l'imperi sassànida. El 642 van combatre als kurds locals i el 643 en van agafar el control. La seva posició allunyada la feia refugi de rebels i dissidents com khurramites i kharigites. El districte s'esmenta sovint junt amb els de Darabad i Samaghan, dels quals es desconeix la posició exacte. Abu Dulaf diu que al seu temps i havia 60.000 tendes de kurds. La dinastia kurda dels hasanwàyhides va conservar el poder a Xahrazur del 1010 al 1043 ja en la seva part final.
Va passar després als seljúcides i als atabegs zengites. Yakut Muzaffar al-Din Gokburi (Kökböri) d'Arbil, s'hi va establir. El 1226 el districte fou assolat per un terratrèmol que el va arruïnar, i es va despoblar. Un segle després al-Umari (+ 1348) parla del fet que abans de la despoblació hi vivien els kurds kusa, però finalment havien emigrat a Egipte després de la conquesta de Bagdad per Hulagu (1258) i al seu lloc havien arribat els hwsna, que no eren verdaders kurds (segurament eren muntanyesos del Awraman). Tamerlà va passar pel districte el 1401 quan anava de Bagdad a Tabriz.
Segons les fonts, entre el segle xi i durant la confusió del segle xv s'hi hauria establert la família Ardilan o Ardalan. A les guerres otomano-perses va tenir un paper destacat. Solimà el Magnífic el 1537 va enviar al governador d'Amadiyya per conquerir Xahrazur, però encara que es va construir una fortalesa a Gulanbar, els Ardalan van conservar el poder. Abbas el Gran va desmantel·lar aquesta fortalesa però després el general i gran visir otomà Khusrew Paixà la va restaurar durant la campanya del 1630. El tractat de 1639 va atribuir a Turquia el vessant occidental de les muntanyes Awraman amb la fortalesa de Zalm, però hi ha dubtes que això fos efectiu, ja que el 1644 un viatger francès, Tavernierm va veure la frontera més a l'oest i el valí d'Ardalan, Sulayman Khan, tenia fortaleses a la regió entre les quals la principal al lloc que probablement corresponia a Gulanbar.
Quan el poder dels Ardlan fou eliminat, el control va passar a diversos caps locals hereditaris que eren investits per la cort d'Istanbul. A l'inici del segle xviii el governador del'Iraq va aconseguir que el Kurdistan del sud li fos agregat al seu govern i es va fundar l'eyalat de Xahrazur amb els danjaks de Kirkuk, Arbil, Köi-sandjak, Kara-čolan (Sharabazer), Rawanduz i Harir; els musselims eren anomenats des de Bagdad. Aviat els Baban (Babànides) van prendre el control del territori fins al 1867 quan es va crear el waliyat de Mossul i el nom de Xahrazur fou donat al sandjak de Kirkuk amb els kada de Kirkuk, Arbil, Raniya, Rawanduz, Köy i Salahiyya, però l'autèntica plana de Xahrazur va ser agregada al sandjak de Sulaymaniyya. En aquesta s'havia establert al segle xvii la tribu kurda dels djaf, dos caps dels quals, Othman Paixà i Mahmud Paixà, en tenien el control efectiu abans de la I Guerra mundial i exercien les funcions de govern. La vídua d'Othman Paixà, Adila Khanum, va exercir el govern després del seu marit; la seva cort a Alabča fou descrita per Soane.
Després del 1920 el territori va quedar dins el regne de l'Iraq. Aquesta regió forma la plana d'Halabja, famosa pels bombardejos químics durant el règim de Saddam Hussein. Halabdja és la ciutat principal i fou repoblada pels kurds djaf al segle xviii i en endavant no va parar de créixer.